# Zone métropolitaine d'Indianapolis
La zone métropolitaine d'Indianapolis est une zone statistique définie en tant que région métropolitaine des États-Unis par le bureau du recensement des États-Unis. Située dans l'État de l'Indiana, la zone englobe le comté de Marion ainsi que 8 autres comté. Le bureau de recensement estime que la population s'élevait à 1 774 665 le 1er juillet 2007.